# Jan Taler
Jan Marian Taler (ur. 25 marca 1950 w Starej Kuźnicy) – polski uczony, profesor nauk technicznych, inżynier, nauczyciel akademicki Politechniki Krakowskiej im. Tadeusza Kościuszki, specjalności naukowe: energetyka cieplna, maszyny i urządzenia energetyczne, termodynamika, wymiana ciepła.

## Życiorys
W 1974 ukończył na Politechnice Krakowskiej im. Tadeusza Kościuszki studia na kierunku mechanika. Uzyskał tytuł magistra inżyniera. W 1977 nadano mu na podstawie pracy Analiza pola temperatury i naprężeń w rurach ekranowych kotłów pracujących przy wysokich i zmiennych obciążeniach cieplnych stopień naukowy doktora. W 1987 uzyskał stopień doktora habilitowanego na podstawie pracy Symulacja dynamiki kotłów z obiegiem naturalnym, uwzględniająca naprężenia termiczne. W 1994 otrzymał tytuł profesora nauk technicznych.
W latach 1993–2009 był dyrektorem Instytutu Aparatury Przemysłowej i Energetyki, w 2011 został dyrektorem Instytutu Maszyn i Urządzeń Energetycznych PK. Był kierownikiem Katedry Maszyn i Urządzeń Energetycznych PK.
W 2020 r. został członkiem korespondentem PAN.
Wszedł w skład następujących gremiów:
- Polska Akademia Nauk; Wydziały Polskiej Akademii Nauk; Wydział IV Nauk Technicznych; Komitet Termodynamiki i Spalania
- Polska Akademia Nauk; Prezydium Polskiej Akademii Nauk; Komitet Problemów Energetyki
- Centralna Komisja do Spraw Stopni i Tytułów; Członkowie Centralnej Komisji ds. Stopni i Tytułów; Sekcja VI - Nauk Technicznych
- Rada Naukowa Instytutu Maszyn Przepływowych im. Roberta Szewalskiego Polskiej Akademii Nauk
- Komitet Badań Naukowych; Zespół Elektrotechniki, Energetyki i Metrologii (T-10)
- Ministerstwo Nauki i Szkolnictwa Wyższego; Rada Nauki; Komisja Badań na Rzecz Rozwoju Gospodarki
- Ministerstwo Nauki i Szkolnictwa Wyższego; Zespoły Specjalistyczne, Interdyscyplinarne, Doradcze i Zadaniowe Ministra; Interdyscyplinarny Zespół do spraw Energii
- Polska Akademia Umiejętności; Wydział III Matematyczno-Fizyczno-Chemiczny; Komisja Nauk Technicznych; Sekcja Budowy, Technologii i Eksploatacji Maszyn
- Narodowe Centrum Badań i Rozwoju; Rada Centrum
- Narodowe Centrum Badań i Rozwoju; Rada Centrum; Komisja ds. Realizacji Innych Zadań Centrum
- Polska Akademia Nauk; Wydziały Polskiej Akademii Nauk; Wydział IV Nauk Technicznych; Komitet Problemów Energetyki[2]
- Rady Doskonałości Naukowej I kadencji (do 2019)[4]

Odznaczony Złotym Krzyżem Zasługi (1993) oraz Krzyżem Kawalerskim (2011) i Oficerskim (2022) Orderu Odrodzenia Polski.